# Carlo Schanzer
Pour les articles homonymes, voir Schanzer.
Carlos Schanzer (né le 18 décembre 1865 à Vienne et mort le 23 octobre 1953 à Rome) est un homme politique italien.

## Biographie

### Carrière professionnelle
Carlo Schanzer est avocat de formation et devient officier de la Direction générale de la statistique et ensuite exerce à la bibliothèque du Sénat du royaume d'Italie.
Il est ensuite nommé « référendum » en 1893 et conseiller d'État en 1898.
À partir de 1901, il est directeur général de l'administration civile et membre du Parlement de 1900 à 1919.

### Carrière politique
Appelé au gouvernement, il est ministre des Postes et Télégraphes de 1906 à 1909 ; à partir de 1912, il est président du Conseil d'État.
Il est nommé sénateur du Royaume le 7 octobre 1919.
En 1919-20, il est à nouveau ministre du Trésor, puis des Finances, puis à nouveau du Trésor. Il est ensuite chef de la délégation italienne à la conférence navale de Washington (en 1921), délégué italien à la conférence de Gênes (en 1922), puis plusieurs fois délégué à l'Assemblée de la Société des Nations ; rappelé au gouvernement, il est deux fois ministre des Affaires étrangères en 1922.
Il adhère à l'Union nationale fasciste du Sénat (Unione Nazionale Fascista del Senato - UNFS) le 9 juin 1926 et au Parti national fasciste (Partito Nazionale Fascista - PNF) le 15 avril 1929.
Nommé ministre d'État, il est mis à la retraite par le Conseil d'État, sur requête, le 26 décembre 1928.

### Vie privée
Né à Vienne, il était le fils du financier Luigi (Ludwig) Schanzer (Żywiec, 1832-Vienne, 1886), un ami de Giolitti, et d'Amalia Grunberg (Amalie Pauline Grünberg) (Lviv, 1845- ?), une pianiste accomplie. Son père Ludwig (connu en italien sous le nom de Luigi) était le fils de Maximilian Schanzer (à l'origine, son nom de famille était écrit Szancer) et de Johanna Schanzer (née Hirsch). Sa mère Amalie Pauline était la fille de Leo Grünberg et de Sofie (ou Sophie) Grünberg (née Baczales) et la sœur du chef d'orchestre Eugen Grünberg (Lviv, 30 octobre 1854-Boston, 11 novembre 1928) (connu en italien sous le nom d'Eugenio Grunberg et en anglais sous le nom d'Eugene Gruenberg), .
Il avait trois frères et sœurs : Ottone (Otto), musicologue et compositeur, Roberto (Robert), ingénieur et mathématicien, et Alice, poète, traductrice et critique littéraire et épouse de Tancredi Galimberti. Le 23 juillet 1899, à Lucca, il épouse Corinna Centurini, fille d'Alessandro (banquier, industriel, député et sénateur du royaume). Le couple donne naissance à Lodovica Schanzer, qui épouse Michele Busiri Vici, et à Fulvia Schanzer (1901-1984), qui épouse Giulio Ripa di Meana (1899-1968). Schanzer était donc le grand-père de Carlo Ripa di Meana.

## Source
- (it) Cet article est partiellement ou en totalité issu de l’article de Wikipédia en italien intitulé « Carlo Schanzer » (voir la liste des auteurs).